# Хе (ван Пекче)
Хе (кор. 혜왕, 헌왕, 惠王, 獻王, Hye-wang, Heon-wang, Hye-wang, Hŏn-wang; пом. 599) — корейський ван, двадцять восьмий правитель держави Пекче періоду Трьох держав.

## Походження
Був другим сином вана Сона. Зайняв трон після смерті свого старшого брата, вана Відока. «Самгук Юса» називає його сином Відока, втім таке твердження видається помилковим.

## Правління
Його правління виявилось вкрай нетривалим. Той період позначився постійними нападами з боку сусідніх Сілли й Когурьо. Військам Сілли вдалось захопити території навколо сучасного Сеула, що дозволило вести торгівлю з Китаєм в обхід Пекче. На тлі посилення активності Когурьо на Жовтому морі, а також зміцнення торгових позицій Японії економічне становище Пекче значно погіршилось. Такий стан справ призвів до внутрішньої роздробленості й ворожнечі між аристократичними кланами.
Ван помер 599 року. Владу після смерті Хе успадкував його син Поп.